# Campeonato Mundial de Corta-Mato de 1996
O 24º Campeonato Mundial de Corta-Mato foi realizado em 23 de março de 1996, em Stellenbosch, África do Sul. 

## Resultados

### Corrida Longa Masculina

#### Individual
| Medalha | Atleta       | País     | Tempo     |
| Ouro    | Paul Tergat  | Quênia   | 33:44 min |
| Prata   | Salah Hissou | Marrocos | 33:56 min |
| Bronze  | Ismael Kirui | Quênia   | 33:58 min |

#### Equipas
| Medalha | Selecção | Marca   |
| Ouro    | Quênia · Paul Tergat (1º) · Ismael Kirui (3º) · Paul Koech (4º) · Joseph Kimani (6º) · William Kiptum (9º) · Josephat Machuka (10º)            | 33 pts  |
| Prata   | Marrocos · Salah Hissou (2º) · Khalid Skah (7º) · Ismaïl Sghyr (8º) · Abderrahim Zitouna (13º) · Mustapha Bamouh (29th) · Khaled Boulami (40º) | 99 pts  |
| Bronze  | Etiópia · Haile Gebrselassie (5º) · Abraham Assefa (11º) · Habte Jifar (17º) · Fita Bayissa (18º) · Ayele Mezegebu (21º) · Chala Kelele (35º)  | 107 pts |

### Corrida Júnior Masculina

#### Individual
| Medalha | Atleta          | País    | Tempo     |
| Ouro    | David Chelule   | Quênia  | 24:06 min |
| Prata   | Assefa Mezegebu | Etiópia | 24:19 min |
| Bronze  | Samuel Chepkok  | Quênia  | 24:24 min |

#### Equipas
| Medalha | Selecção | Marca  |
| Ouro    | Quênia   | 13 pts |
| Prata   | Etiópia  | 26 pts |
| Bronze  | Marrocos | 94 pts |

### Corrida Longa Feminina

#### Individual
| Medalha | Atleta         | País    | Tempo     |
| Ouro    | Gete Wami      | Etiópia | 20:12 min |
| Prata   | Rose Cheruiyot | Quênia  | 20:18 min |
| Bronze  | Naomi Mugo     | Quênia  | 20:21 min |

#### Equipas
| Medalha | Selecção                                                                                         | Marca  |
| Ouro    | Quênia · Rose Cheruiyot (2ª) · Naomi Mugo (3ª) · Jane Ngotho (8ª) · Sally Barsosio (11ª)         | 24 pts |
| Prata   | Etiópia · Gete Wami (1ª) · Derartu Tulu (4ª) · Berhane Adere (10ª) · Getenesh Urge (29ª)         | 44 pts |
| Bronze  | Roménia · Gabriela Szabo (9ª) · Iulia Negura (12ª) · Elena Fidatof (17ª) · Mariana Chirila (32ª) | 70 pts |

### Corrida Júnior Feminina

#### Individual
| Medalha | Atleta           | País      | Tempo     |
| Ouro    | Kutre Dulecha    | Etiópia   | 13:27 min |
| Prata   | Annemari Sandell | Finlândia | 13:32 min |
| Bronze  | Jepkorir Ayabei  | Quênia    | 13:35 min |

#### Equipas
| Medalha | Selecção | Marca  |
| Ouro    | Quênia   | 21 pts |
| Prata   | Etiópia  | 26 pts |
| Bronze  | Japão    | 70 pts |